# Jenő Buzánszky
Jenő Buzánszky (Újdombóvár, 4 de maio de 1925 - Esztergom, 11 de janeiro de 2015) foi um jogador de futebol e treinador húngaro que jogava na lateral-direita.

## Carreira
Fez parte da Seleção Húngara que dominou a Europa na primeira metade dos anos 50, conquistando a medalha de ouro nas Olimpíadas de 1952 e acabando com um surpreendente segundo lugar na Copa de 1954, realizada na Suíça. Sua carreira clubística iniciou-se em 1946, no Pécsi VSK, mas seria no Dorogi FC que ele se destacaria, com 330 partidas disputadas e 25 gols marcados até 1960, ano de sua aposentadoria. No elenco da Seleção Húngara que disputara o Mundial de 1954, era o único atleta que não defendia Honvéd ou MTK, as duas forças do futebol magiar na época.
Como treinador, o ex-lateral treinou Dorogi (1961–65, 1968–69 e 1971-78), Esztergomi Vasas (1965-68 e 1969-1970) e Fõsped Szállitók (1970-71). Manteve-se ligado ao futebol quando foi escolhido vice-presidente da Federação Húngara de Futebol em 1996.
Juntamente com Gyula Grosics, foi um dos únicos sobreviventes da geração de ouro da Seleção Húngara nos anos 50. Com a morte do ex-goleiro, em fevereiro de 2014, Buzánszky era o único remanescente ainda vivo. Faleceu em Esztergom, aos 89 anos, após uma prolongada enfermidade.

## Títulos
- Vice - Copa do Mundo de 1954